# Julio Borelli
Pour les articles homonymes, voir Borelli.
Julio Borelli, né le 29 décembre 1903 à Montevideo et mort le 30 avril 1990, est un footballeur, arbitre, entraineur, journaliste et architecte uruguayen. Il a notamment dirigé les équipes nationales de la Bolivie et du Pérou.

## Carrière
Comme le Bolivien Ulises Saucedo, Borelli va avoir la double casquette de sélectionneur et arbitre puisque lors de la Copa América 1929, il arbitre la rencontre Argentine-Paraguay et dirige les trois rencontres de la sélection péruvienne lors dudit tournoi. Il a également officié lors de la finale du championnat péruvien en 1928.
Il occupe ensuite pendant sept ans le poste de sélectionneur de la Bolivie, en deux périodes distinctes. En 1938, il dirige la Verde lors de la 1re édition des Jeux bolivariens, disputés à Bogota en Colombie. C'est sous ses ordres que les Boliviens décrochent la première victoire de son histoire en s'imposant 3-1 face au Venezuela. Les Andins se classent finalement deuxièmes du tournoi derrière le Pérou. Pendant sept ans, l'équipe nationale ne va disputer aucun match et revient sur la scène internationale lors de la Copa América 1945, organisée par le Chili. Toujours avec Borelli sur le banc, les Boliviens n'accrochent que deux matchs nuls pour quatre défaites, se classant à la dernière place. Le technicien est remplacé par un ancien international, Diógenes Lara.

## Palmarès
- Médaille d'argent du tournoi de football des Jeux bolivariens 1938 avec la Bolivie